# Vargbarnen
Vargbarnen (japanska: おおかみこどもの雨と雪, Ōkami kodomo no Ame to Yuki; 'Vargbarnen Ame och Yuki'?), är en japansk animerad film från 2012. Den regisserades av Mamoru Hosoda och animerades av Studio Chizu och Madhouse.
Historien handlar om Hana som blir förälskad i en vargman. Efter att denne plötsligt försvunnit, bestämmer sig Hana för att flytta ut på landet för att lättare kunna ta hand de två barn hon fått med Vargmannen – de något ovanliga Ame och Yuki. Filmen blev 2012 års sjunde bästsäljande film på japanska biografer, med drygt 3 miljoner besökare, och vann Japanska filmakademins pris för årets bästa animerade långfilm. Filmen är känd på engelska som Wolf Children.

## Handling (översikt)
Nittonåriga studenten Hana möter en ung man som smiter in på hennes föreläsningar och blir genast förälskad i honom. De börjar träffas regelbundet. En dag avslöjar mannen sin sanna identitet för henne; han är en vargman och den siste ättlingen till den idag utdöda japanska vargen. Trots detta besked bjuder hon honom att bli hennes man. Paret får två barn tillsammans – dottern Yuki och sonen Ame. Plötsligt en dag försvinner vargmannen. Han återfinns senare död efter att ha råkat ut för en olycka.
Hana upptäcker att det inte är så lätt att uppfostra två lite egna barn i en modern stad. Den temperamentsfulla Yuki byter ofta mellan sitt mänskliga jag och sitt varg-dito, och myndigheterna försöker förgäves komma i kontakt med familjen för att få Hana att låta vaccinera sina barn. Och grannarna klagar, eftersom det kommer djurläten från lägenheten; hyreshuset förbjuder innehav av husdjur. Så Hana bestämmer sig för att flytta ut på landet och råkar ut för ett nedgånget men i det närmaste hyresfritt hus. Närmsta granne finns lyckligtvis en bra bit bort.
Nu påbörjas en tid med att finna sig tillrätta på landet, med natur, skola och ett hus som verkligen behöver rustas upp. Barnen växer upp och måste brottas med sina dubbla naturer, och inte heller på landet är livet riskfritt för två vargbarn…

## Rollista

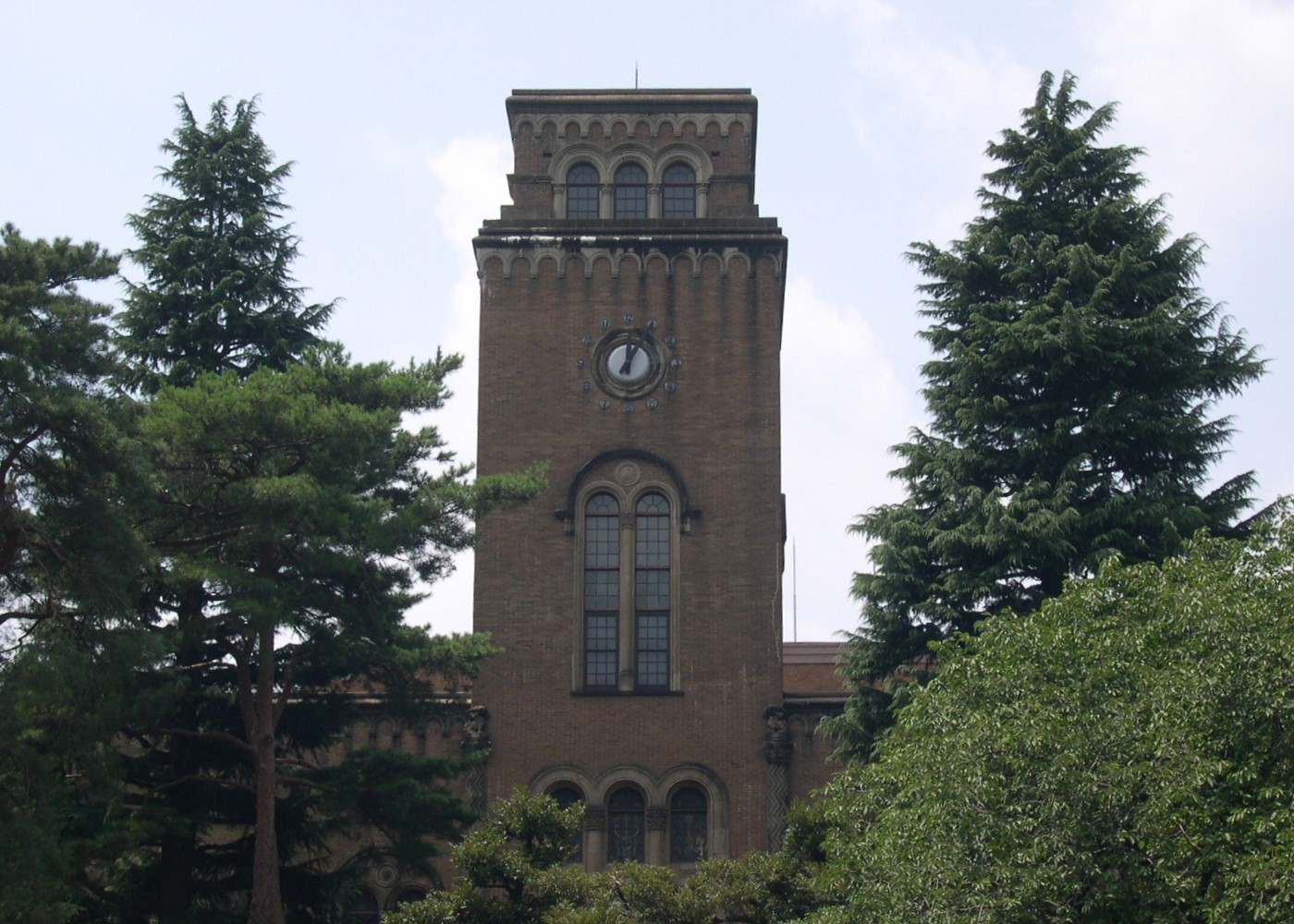
Hitotsubashis universitetsbibliotek fungerade som förebild för universitetet där Hana möter Ōkami.

### Familjen
- Hana Yōshōki – (japansk röst:) Aoi Miyazaki

En 19-årig universitetsstudent. Hon vet inte mycket om livet på landet och hur man odlar växter men tvingas lära sig. Hon är envisare än de flesta andra stadsbor och vinner med tiden sina grannars respekt.

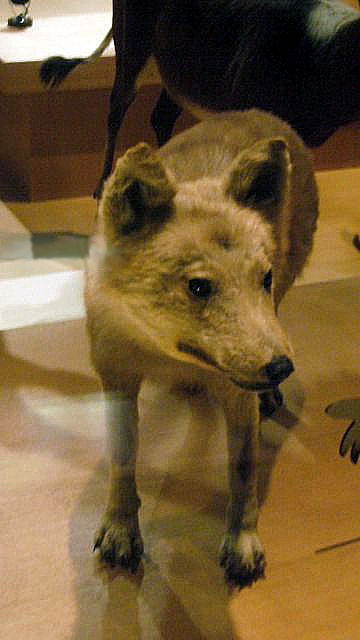
Vargbarnens far i filmen säger sig vara den sista ättlingen till den japanska vargen (underart till varg; en). Den japanska vargen dog, enligt forskningen, ut år 1905.

- Ōkami Otoko – (vargmannen) – Takao Osawa

Den enda överlevande ättlingen till den japanska vargen. Han är inte inskriven på universitetet men deltar i föreläsningarna då och då och blir där bekant med Hana.
- Yuki – (som liten:) Momoka Ono, (som större:) Haru Kuroki

En livlig flicka som gärna springer omkring i naturen, i människo- eller vargskepnad. Hon förstår till att börja med inte varför klasskompisarna förfäras över innehållet i hennes "skattkista" – delar av fågelskelett och liknande. Hon föddes en dag med snöfall, vilket ledde till hennes namn (yuki = "snö").
- Ame – (som liten:) Amon Kabe, (som större:) Yukito Nishii

Tycker inte om att flytta från staden och vill inte börja i skolan. Den tillbakadragne pojken kommer senare att känna närheten till naturen. Han föddes en regnig dag (ame = "regn").

### Övriga

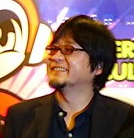
Mamoru Hosoda, fotograferad vid Anime Festival Asia 2009 i Singapore där han gjorde reklam för sin Summer Wars.

- Sōhei Fujii – Takuma Hiraoka

Klasskamrat med Yuki. Han tycker sig känna Yukis vilddjursdoft men fäster sig sedan vid henne.
- Fru Fujii – Megumi Hayashibara

Sōhes mor blir riktigt arg över Yukis "överfall" mot hennes son och vill ställa Hana till svars.
- Tanabe-sensei – Shota Sometani

En räv som fungerar som Ames lärare.
- Dois fru – Mitsuki Tanimura
- Horitas fru – Kumiko Aso
- Nirasaki – Bunta Sugawara (gav röst åt Kamaji i Spirited Away)

En gammal tvär man som har svårt för stadsbor. Det tar tid att vinna hans respekt, men det går.
- Nirasakis dotter – Tomie Kataoka

Erbjuder Hana sättpotatis, vilket leder till Hanas första odlingsframgång.

## Produktionen
Inför den här filmen grundade regissören Hosoda Studio Chizu. Den nya studion delade ansvaret för produktionen med Madhouse, som animerade Hosodas två tidigare filmer Toki o kakeru shōjo och Summer Wars. Yoshiyuki Sadamoto, med rutin från bland annat Neon Genesis Evangelion, stod för figurdesignen. Ame Yuki fick 25 juni 2012 sin världspremiär i Paris, och den japanska hemmapremiären skedde 21 juli samma år. Filmen är licensierad av Funimation i Nordamerika och kommer att distribueras till 34 olika länder eller territorier. 20 februari 2013 släpptes filmen i Japan på DVD och Blu-ray.
I mars 2013 besökte Hosoda New York och stadens stora barnfilmsfestival där Vargbarnen hade uppmärksammade visningar.

### Miljöer

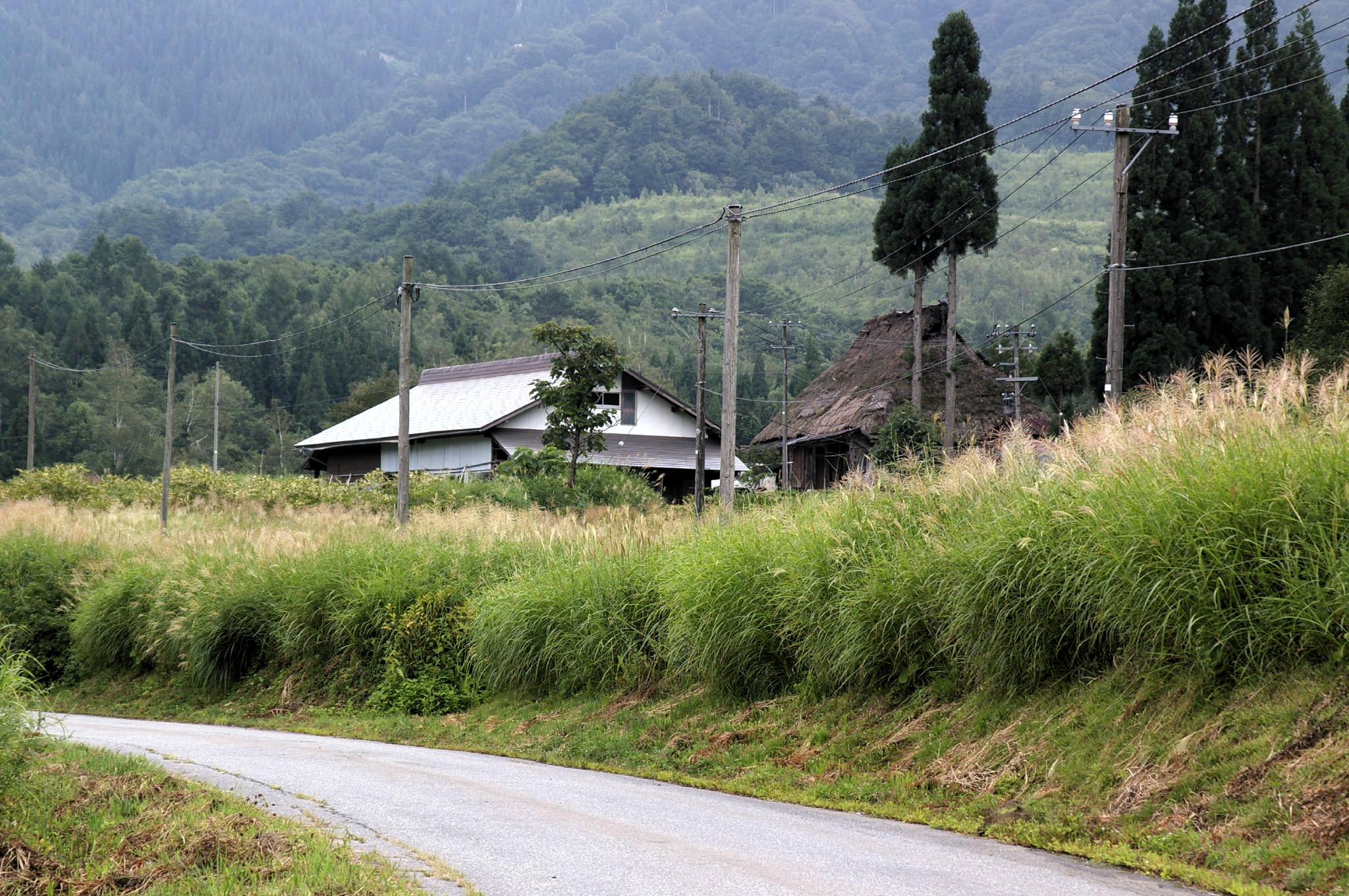
Kamiichi-området är en bergig del av Japan, vid Japanska alpernas nordvästra sluttningar ner mot Japanska havet. Förlagan till familjens hus – inte något av dem på bilden – i filmen har länge använts som anhalt av bergsvandrare i regionen.

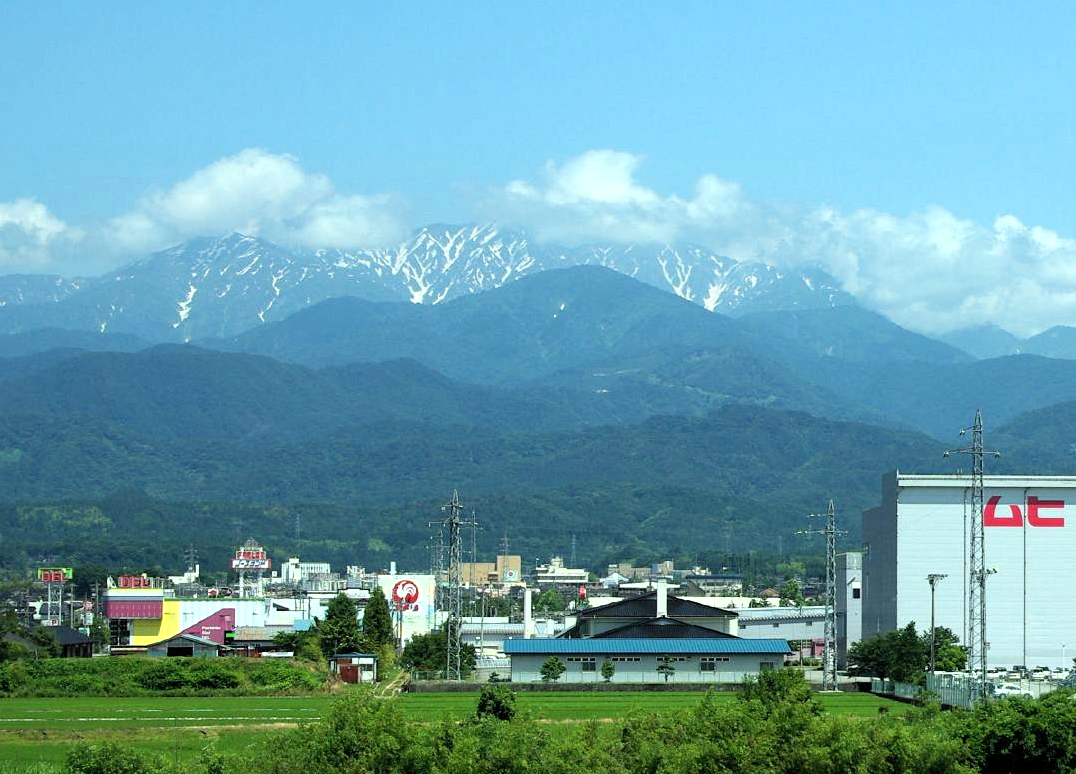
Vy över staden Kamiichi och Japanska alperna (med toppar uppemot 3 000 meter) i fjärran. I bergen finns mer av djurlivet kvar än på många andra håll.

Huset som Hana och barnen flyttar in i är inspirerat av ett gammalt traditionellt japanskt hus byggt 1881 i Kamiichi, Toyama prefektur, i nordvästra Japan. Trevåningsträhuset, med 19 rum, är beläget på en bergssluttning i den bergiga regionen, och både exteriören och interiören har troget återgivits av filmens animatörer. 
Ägarna är ett äldre par, varav hustrun föddes i huset. Huset (läge: 36°39′35″N 137°24′22″Ö / 36.659606°N 137.406006°Ö) är – liksom i filmen – i stort behov av upprustning, och november 2012 bildades en räddningsfond med syfte att få fram medel till underhåll och renovering. Numera är "Vargbarnens och Hanas hus" också öppet för besökare, som kan återse de olika rummen från filmen. Kamiichi är bygden där regissören Hosoda växte upp.

## Mottagande

### Biljettförsäljning
Ōkami kodomo no Ame to Yuki var den näst bästsäljande japanska filmen vid sin premiärhelg, 21–22 juli 2012, när den gick upp på 381 biodukar. Bland annat slog man Disneys och Pixars Modig som hade japansk premiär samma helg. Under premiärhelgen sålde den 276 326 biobiljetter, med en total omsättning på 365,14 miljoner yen. Filmen passerade i mitten av augusti Hosodas tidigare mest framgångsrika film, Summer Wars, med en biljettförsäljning på cirka 1,6 miljarder yen. Totalt, till och med 30 september, sålde man biljetter för 4,22 miljarder yen, lika med 284 miljoner kronor (52 miljoner USA-dollar). Denna siffra, som enligt dagstidningen Asahi Shimbun motsvarade 3,4 miljoner biobesökare, placerade filmen som sjua på årets japanska biostatistik, som toppades av Umizaru 4: Brave Hearts. Av dessa sju filmer var alla utom en (Les Misérables) japanska produktioner och alla utom två (Lés Misérables plus polisfilmen Odoru daisōsasen the Final: Aratanaru kibō) animerade eller baserade på manga. Vargbarnen var dessutom den enda av 2012 års animelångfilmer som var gjord efter en originalhistoria.
I Frankrike hade Les Enfants Loup, Ame & Yuki biopremiär 29 augusti 2012, och i början av oktober hade man passerat 100 000 biobesökare. Totalt, till och med 20 november, såldes drygt 158 000 biljetter.
Filmen visades april 2013 på Stockholms filmfestival Junior, under titeln Vargbarnen. De två visningarna måndagen 15/4 och tisdagen 16/4 simultandubbades, medan bioföreställningen fredagen 19/4 skedde till engelsk textning.

### Kritikerrespons
Vargbarnen har fått gott mottagande av filmkritikerna. Mark Schilling på The Japan Times jämförde Hosoda med Hayao Miyazaki och noterade att "Miyazakis påverkan på Hosodas verk är uppenbar, med hans gulliga-men-realistiska bilder och engagemanget kring sociala problem och människans känsloliv". Han påpekade också att regissören hade "integrerat de fantastiska inslagen i de alldagliga miljöerna". Schiller ansåg dock att filmen var "något konventionell och förutsägbar" och flörtade med både Jane Eyre och Skriet från vildmarken.
Den franska tidningen Le Monde rankade filmen som "excellent". Den Singapore-baserade dagstidningen Mypaper hyllade också filmen och ansåg att "Här finns en utsökt känsla för detaljer, från ådringen på trädörrar till ljuvligt fångade skogsscenerier, som lyfter filmen över vanliga animerade filmer.

### Utmärkelser
Vargbarnen har sedan sin premiär vunnit ett antal utmärkelser.
- 2012 – Sølvspeilet ('Silverspegeln' = huvudpriset) + publikpriset vid den norska Film fra Sør-festivalen[24]
- 2013 – Japanska filmakademins pris för bästa animerade film[25]
- 2013 – Mainichi Film Award for Best Animation Film[26]
- 2013 – Audience Award vid New York International Children's Film Festival.[27]
- 2013 – Animation of the Year-priset vid Tokyo International Anime Fair.[28]

## Biodistribution[14]
- Japan (21 juli – 30 september 2012) – 52 544 777 USD (3,4 miljoner biljetter[9])
- Hongkong (23 augusti – 30 september 2012) – 58 985 USD
- Frankrike (29 augusti – 20 november 2012) – 158 000 biljetter[18]
- Östafrika (13 september – 16 september 2012) – 514 658 USD
- Sydkorea (13 september – 7 oktober 2012) – 1 838 028 USD
- Thailand (8 november – 16 december 2012) – 21 171 USD

### Svensk distribution
I Sverige har filmen hittills endast visats officiellt på Stockholms filmfestival Junior (se ovan). Den första visningen skedde måndagen 15 april 2013.

## Andra medier
Vid sidan om filmen producerades bland annat två bokversioner av historien samt en manga skriven av Hosoda själv (med teckningar av Yū) tryckt hos Kadokawa Shoten.